# 永岡真実
永岡 真実（ながおか まみ、1989年8月16日 - ）は、日本の元女優、グラビアアイドル、モデル。
千葉県出身。実兄は、CBCテレビアナウンサーの永岡歩。

## 略歴
所属事務所は、ウィルコーポレーションを経て、アミューズに在籍。
『月刊デ・ビュー』誌の「2002年・夏の特別オーディション」に合格し芸能界入り。中学生時代は、ローティーン向けファッション雑誌「ラブベリー」（徳間書店）の専属モデルを務めていた。グラビアでは、長身を活かして大人っぽいシリアスさを強調していた。
モデル、女優、グラビアと多方面で活動。女優としての代表作『大好き!五つ子』シリーズ（TBS）の桜井紀香役で人気を博す。『大好き!五つ子』シリーズが夏休みの昼間の時間帯の放送が多かった事もあり、男性ファンのみならず老若男女を問わない幅広いファン層となっている。
2010年3月7日、DVD発売記念イベント会場と同日のブログ上にて、学業専念のため3月いっぱいでの芸能活動の休止を発表。3月31日をもって芸能活動休止。

## 人物
- 名前の「真実」は、兄が「歩」（あゆみ）であることから、「『み』で終わり、それ自身で意味のある言葉」という基準で、母が名付けた。
- 2010年現在は実家で父親、母親、犬と暮らしている。犬の名は「コナン」、愛犬もブログによく登場している。
- 趣味はピアノ[1]、映画鑑賞（大学では映画や演劇などの理論も学んでいる）。特技は水泳（バタフライ）[1]。
- お墓参りが好き[5]。
- 『大好き!五つ子』の五つ子役の中で、唯一年少者である（他の4人は同年齢で永岡は2歳下にあたる）。6以前は、拓也役が唯一1歳下であとの4人が同年齢。

## 作品

### 映像作品
- The 1st. - Nagaoka Mami (2005年7月25日、livedoor)
- honey mammy (2006年1月27日、竹書房)
- ひと夏のメモリー (2006年8月4日、竹書房)
- まみいろ。(2007年2月27日、ワニブックス)
- SCHOOL GIRL DETECTIVE (2009年11月27日、イーネット・フロンティア)
- 恋たわわ (2010年2月20日、ラインコミュニケーションズ)

## 出演

### テレビドラマ
- TBS『愛の劇場・大好き!五つ子Go!!』桜井紀香役 (2005年)
- TBS「愛の劇場・大好き!五つ子Go2!!」桜井紀香役 (2006年)
- フジテレビ系『のだめカンタービレ』(2006年)

そのまま「グラビアアイドル・永岡真実」として、写真と名前のみの出演。
- TBS『愛の劇場・大好き!五つ子Go3!!』桜井紀香役 (2007年)
- TBS『3年B組金八先生8』紗理奈役 (2008年)
- TBS『愛の劇場・大好き!五つ子2008』桜井紀香役 (2008年)
- TBS『愛の劇場最終シリーズ 大好き!五つ子』桜井紀香役 (2009年)

### バラエティ
- エンタ!371『エンタdeパンチ』木曜レギュラー (2006年)
- 千葉テレビ『勝利の女神4 〜バラエティ編〜』レギュラー (2009年)

### CM
- ミニストップ「夕張メロンソフト」 (2003年)
- 日本コカ・コーラ ファンタ「夏休みだよ 校長先生」篇 (2004年)

### 映画
- 『ユビサキから世界を』タマ役 (2006年)

### PV
- SKUNK SHOT BOOSTER「友へ」(2007年)

## 書籍

### 写真集
- 真夏の実（2005年7月25日、彩文館出版　撮影：松田忠雄） ISBN 978-4775600849
- ひと夏のメモリー（2006年8月4日、竹書房　撮影：矢西誠二） ISBN 978-4812428078
- 十七歳の真実（2007年7月10日、ワニブックス　撮影：今村敏彦） ISBN 978-4847040214

### 雑誌
- ラブベリー（徳間書店）